# Georges Taulier
Pour les articles homonymes, voir Taulier.
Georges Taulier, né à Carpentras le 23 février 1849 et mort à Avignon le 16 septembre 1899, est un homme politique français.

## Biographie
Après une carrière de médecin de la marine militaire, il s'installe à Avignon ou il devient rapidement médecin chef des hôpitaux de la ville.

## Sénateur de Vaucluse
En 1894, à la mort d'Alphonse Gent, il se présente à l'élection de son remplacement. Il est élu au troisième tour, avec 282 voix contre 151. Il participa à plusieurs commissions, notamment sur le budget, les violences faites aux enfants, la santé aux colonies.

## Distinction
- Chevalier de la Légion d'honneur (30 décembre 1886)[1]

## Sources
- « Georges Taulier », dans le Dictionnaire des parlementaires français (1889-1940), sous la direction de Jean Jolly, PUF, 1960 [détail de l’édition]

## À voir aussi